# Pietà di Villeneuve-lès-Avignon
La Pietà di Villeneuve-lès-Avignon o Pietà d'Avignone è un dipinto attribuito al pittore francese Enguerrand Quarton realizzato circa nel 1444-1466 e conservato al Museo del Louvre a Parigi in Francia.

## Storia
La localizzazione originaria del pannello è sconosciuta, è stata scoperta nel 1834 da Prosper Mérimée che ha poi ricoperto la carica di Ispettore Generale dei Monumenti Storici nella Collegiale Notre-Dame de Villeneuve-lès-Avignon. Presentato nel 1904 alla mostra dei primitivi francesi, fu acquisito nel 1905 dalla società degli amici del Louvre che lo introdusse nel museo del Louvre (inventario RF 1569). Una copia del pannello fu successivamente collocata nella Collegiata. 

### Attribuzione
Prosper Mérimée vide lì la mano di Giovanni Bellini e di altri maestri italiani. Dopo la sua mostra nel 1904, i litigi di attribuzione ricominciarono e alcuni, come Hulin de Loo o Bouchot, videro una scuola spagnola. Charles Sterling, nel 1938, creò il termine "Maestro della Pietà d'Avignone", ma con rammarico, disse allora, perché era, secondo lui, un semplice "nome di necessità". Lo stesso anno, un certo Marignane attribuì la paternità del panello al pittore Enguerrand Charonton, meglio conosciuto con la grafia di Enguerrand Quarton, basandosi sui risultati della pseudo-scienza radiestesica. Nel 1959 Sterling dimostrò l'attribuzione a Enguerrand Quarton, questa volta in base alla tipologia della disposizione delle mani, dei volti, delle pieghe o della struttura delle rocce, confrontandolo con le due tavole certamente di mano del Quarton, la Madonna della Misericordia della famiglia Cadard e l'Incoronazione della Vergine. La maggior parte degli storici dell'arte ora accetta di vedere Enguerrand Quarton, secondo Dominique Thiébaut solo Albert Châtelet e Jacques Thuillier rifiutano ancora questa paternità della Pietà.

### I posteri
Il dipinto fa parte di "105 opere decisive della pittura occidentale" che costituisce il Museo immaginario di Michel Butor.